# Essener Credit-Anstalt

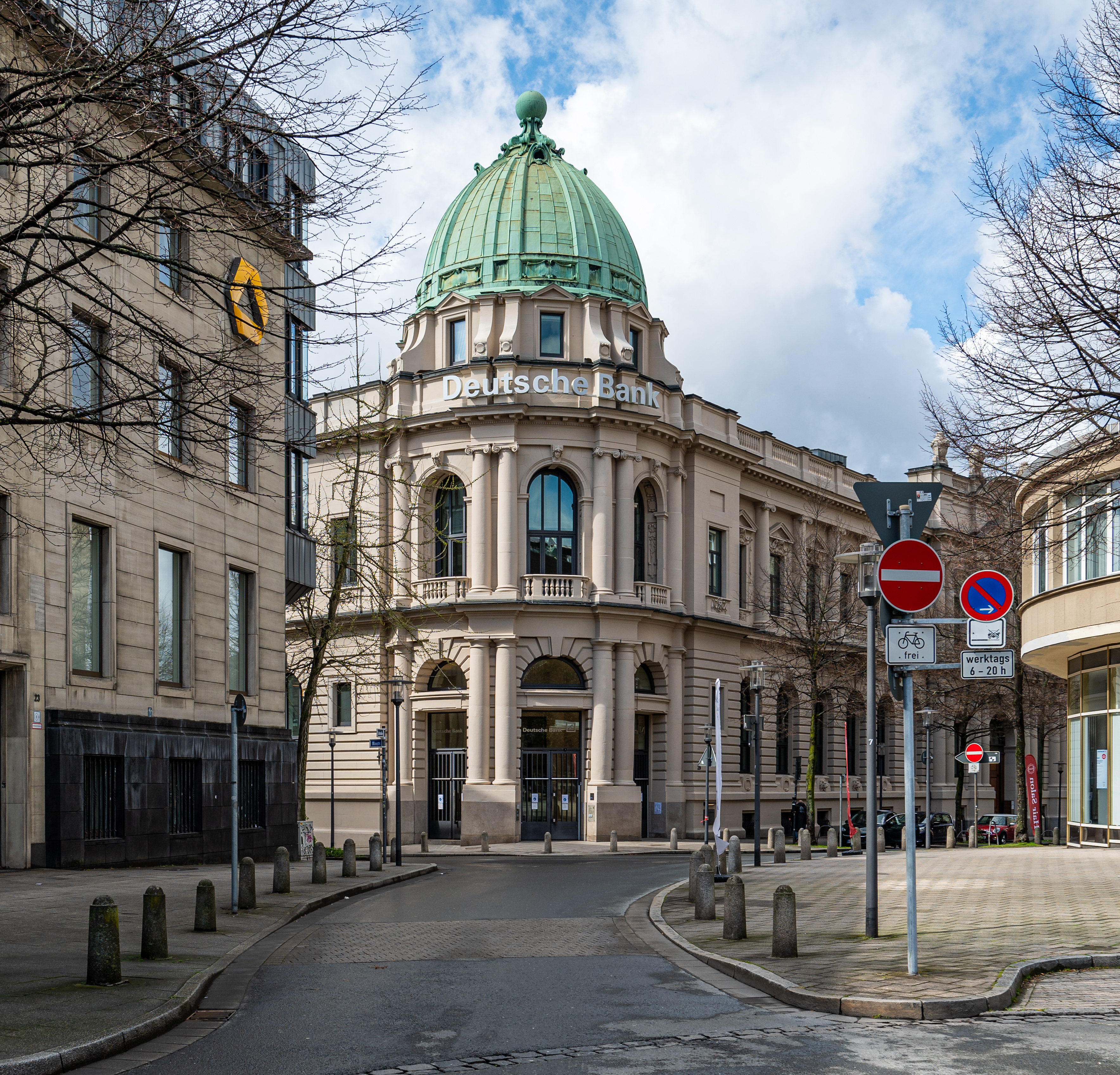
Das 1908 eröffnete Gebäude der Zentrale der ehemaligen Essener Credit-Anstalt in Essen nach Plänen des Architekten Peter Zindel, seit 1985 unter Denkmalschutz

Die Essener Credit-Anstalt AG mit Hauptsitz in Essen war zwischen 1872 und 1925 eine Regionalbank, die während des Deutschen Kaiserreichs und der Weimarer Republik führend in der Finanzierung der Expansion der Schwerindustrie im Ruhrgebiet war.
Sie besaß unter anderem Zweigniederlassungen in Ahlen, Bochum, Bottrop, Buer, Dorsten, Dortmund, Duisburg, Duisburg-Hamborn, Emmerich, Gelsenkirchen, Gladbeck, Hagen, Hattingen, Hemer, Herne, Iserlohn, Köln, Krefeld,  Lüdenscheid, Menden, Mülheim, Oberhausen, Recklinghausen, Wanne-Eickel, Wesel und Witten.

## Geschichte
Die Essener Credit-Anstalt wurde am 9. Januar 1872 gegründet und entstand damit aus dem Zusammenschluss mehrerer kleiner Privatbanken aus Essen, Berlin und Barmen unter der Führung von Ludwig von Born und Friedrich Grillo. Kurz darauf erfolgte die Einführung an der Berliner Börse. Als Nachfolger des Direktors Otto Hunssen wurde 1881 Albert Müller gewählt, dem nachgesagt wird, die Essener Credit-Anstalt zu einer Großbank gemacht zu haben. Er war zwischen 1906 und 1922 Vorsitzender des Aufsichtsrats. Die erste Filiale außerhalb Essens war eine Agentur in Gelsenkirchen, die 1887 eröffnet worden war. In den folgenden Jahren eröffneten die Filialen in Dortmund (1894), Bochum (1896), Herne (1898) und Velbert (1898 bis 1905). Richard Bömke wurde 1888 Aufsichtsratsmitglied und um 1905/1906 Vorsitzender des Aufsichtsrates der Essener Credit-Anstalt AG. Durch Beteiligungen an den Bankhäusern C. Basse in Lüdenscheid und Ernst Osthaus in Hagen wurde die Bank auch südlich der Ruhr tätig.
Die Essener Credit-Anstalt übernahm
- 1902 die Creditbank AG in Recklinghausen,
- 1903 die Privatbank S. Hanf in Witten,
- 1905 die Iserlohner Volksbank AG in Iserlohn und das Bankhaus Poppe & Schmölder in Wesel,
- 1906 den Westfälischen Bankverein in Münster mit Filiale in Bocholt,
- 1909 die Duisburg-Ruhrorter Bank in Duisburg mit fünf Filialen,
- 1912 den Essener Bankverein in Essen mit fünf Filialen,
- 1918 die Weseler Bank in Wesel,
- 1920 den Ahlener Bankverein in Ahlen und die Emder Gewerbebank in Emden.

Im Jahre 1922 wurden die Bankhäuser C. Basse in Lüdenscheid, J. H. Hölling in Gelsenkirchen-Buer, und Ernst Osthaus in Hagen, an denen die Essener Credit-Anstalt beteiligt war, in Filialen umgewandelt. 
1925 ging die Essener Credit-Anstalt in der Deutschen Bank auf. Sie geriet in Probleme infolge des Ersten Weltkriegs, der Inflation in den Jahren 1914 bis 1923 und der Ruhrbesetzung und musste schließlich ihr Aktienkapital im Verhältnis 50:1 zusammenlegen. Schon früh verfügte die Deutsche Bank über die Hälfte des Aktienkapitals der Essener Credit-Anstalt, 1925 waren es mehr als zwei Drittel. In der Aufsichtsratssitzung der Essener Credit-Anstalt vom 2. Februar 1925 wurde einstimmig beschlossen, das Angebot der Deutschen Bank zu einer Fusion beider Banken in der auf den 16. März 1925 einzuberufenden Generalversammlung im Saal der Gesellschaft Verein im III. Hagen 38 anzunehmen. Die Leitung aller Zweigstellen blieb in den Händen der jeweiligen Direktoren. Der Essener Standort sollte weiter die Zentrale für das Industriegebiet sein.